# Štír Amoreuxův
Štír Amoreuxův (Androctonus amoreuxi, též Scorpio amoreuxi) je největším zástupcem rodu Androctonus a největším severoafrickým štírem vůbec. Tento štír patří do čeledi Buthidae. Samci tohoto druhu nemají rozšířené poslední zadečkové články.
Lze jej snadno zaměnit za štíra tlustorepého (Androctonus australis).

## Areál rozšíření
Štír Amoreuxův obývá hlavně pouště Afriky: (Alžírsko, Burkina Faso, Čad, Egypt, Etiopii, Libyi, Mauretánii, Maroko, Senegal, Súdán) a Asii: (Afghánistán, Írán, Izrael, Jordánsko, Pákistán a Saúdskou Arábii).
Jed tohoto štíra je nebezpečný, nevyrábí se proti němu sérum, ale přesto je v Česku často chován společně se štírem tlustorepým (A. australis). Bodnutí tímto druhem není tak závažné jako u štíra tlustorepého (A. australis) nebo štíra nejjedovatějšího (Leiurus quinquestriatus), ale neobejde se bez lékařského ošetření.

## Chov
K chovu je nutné terárium alespoň 30 × 20 × 25 cm. Jako podklad je vhodný písek se zeminou o výšce alespoň 5 cm. Přes den je nutné vyhřívat až na 30 °C a v noci nechat klesnout až k 20 °C. Je nutná miska s vodou a jeden vlhký kout terária.
Dožívá se 10 a více let. Dokáže zabít i větší kořist a je jej možné krmit mláďaty myší. V přírodě se ukrývá pod kameny. V norách je nalézán jen vzácně na rozdíl od štíra tlustorepého (Androctonus australis). Při odchovu je nutné po prvním svleku mladé jedince přemístit a chovat odděleně.